# دمیتری خاراتیان
دمیتری وادیموویچ خاراتیان (ارمنی: Դմիտրի Վադիմովիչ Խառատյան; روسی: Дми́трий Вади́мович Харатья́н؛ زادهٔ ۲۱ ژانویهٔ ۱۹۶۰) یک بازیگر و صداپیشه ارمنی‌تبار اهل روسیه است. وی از سال ۱۹۷۷ میلادی تاکنون مشغول فعالیت بوده‌است.

## زندگی‌نامه
وی در ۲۱ ژانویهٔ ۱۹۶۰ در آلمالیق به دنیا آمد. وی برنده جوایزی همچون هنرمند مردمی روسیه و هنرمند شایسته فدراسیون روسیه شده است.

## گزیده فیلم‌شناسی
از فیلم‌ها یا برنامه‌های تلویزیونی که وی در آن نقش داشته‌است می‌توان به ما ماشین‌ها، مکعب اشاره کرد.

## نگارخانه

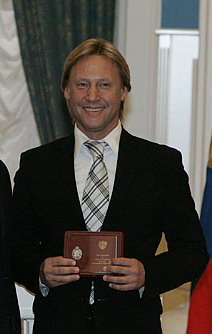
هنرپیشه دمیتری خاراتیان در حال دریافت جایزه هنرمند مردمی روسیه، ۲۹ آوریل ۲۰۰۸